# Portal de Graells

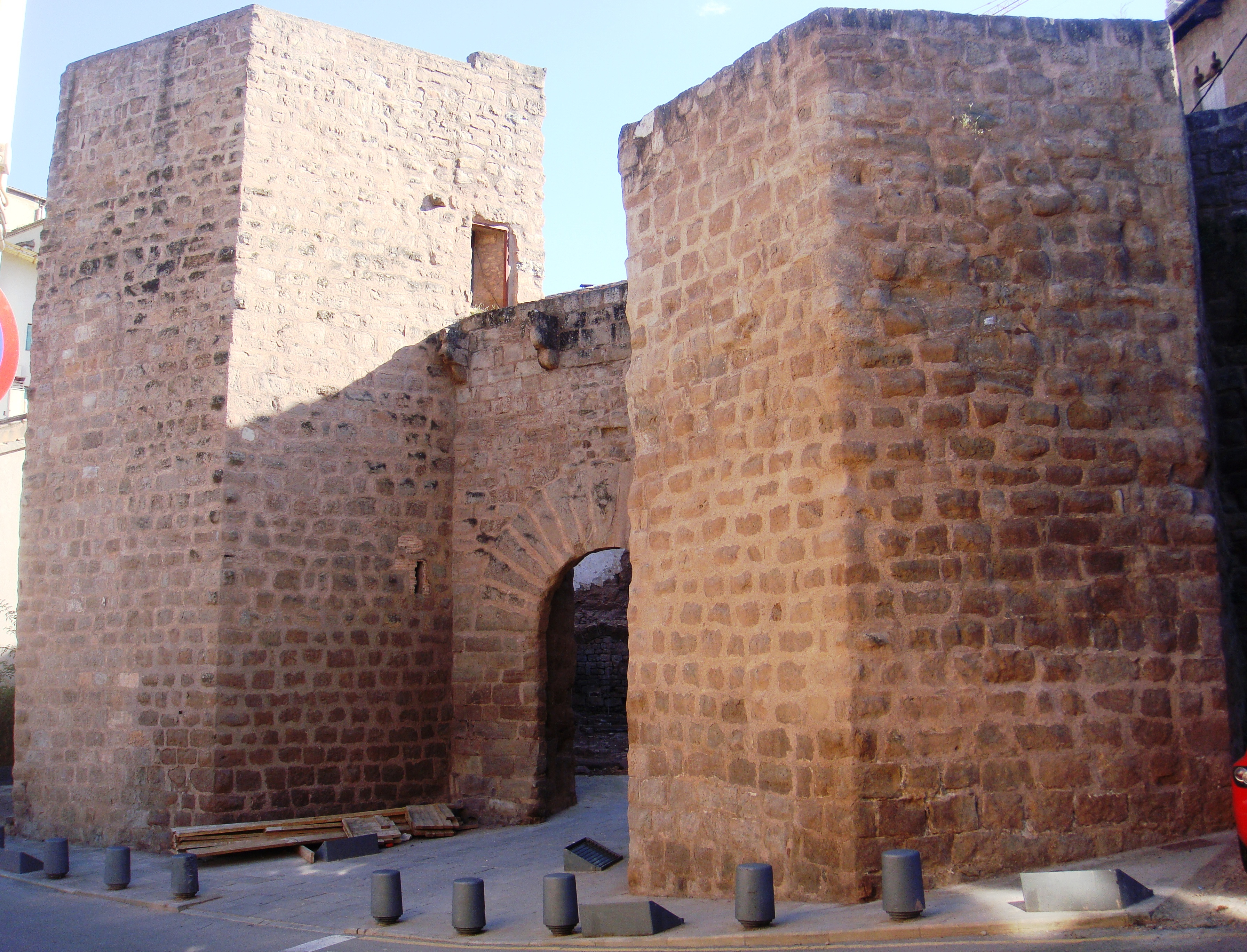
Portal de Graells

Das Portal de Graells (auch Portal Major de Graells oder Portal de Santa Maria) ist ein Stadttor in Cardona, einer spanischen Stadt in Katalonien, das im 14. Jahrhundert errichtet wurde. Das Stadttor ist seit 1988 ein geschütztes Baudenkmal.

## Geschichte
Unter Ramon Folc VI. de Cardona wurden Ende des 14. Jahrhunderts die Mauern der Burg von Cardona und der Stadt verstärkt. Die Arbeiten waren 1420 abgeschlossen. Vier Haupttore führen in die Stadt, zur Puerta de Graells führen die Straßen aus Solsona, Sant Llorenç de Morunys und La Seu d’Urgell.  

## Beschreibung
Die Puerta de Graells, erstmals 1421 schriftlich erwähnt, besitzt als einziges der Haupttore zwei flankierende Türme, die auf rechteckigem Grundriss erbaut sind. Zwischen den beiden Türmen befindet sich eine bogenförmige Durchfahrt.   
1984 wurde die Puerta de Graells unter der Leitung der Generalitat de Catalunya restauriert. In einem Turm wurden Museumsräume eingerichtet.